# 바실리 쿠디노프
바실리 알렉산드로비치 쿠디노프(러시아어: Васи́лий Алекса́ндрович Куди́нов, 1964년 5월 8일~2017년 2월 11일)는 러시아의 핸드볼 선수로 포지션은 레프트백이다. 
1992년 독립국가연합 소속으로 1992년 하계 올림픽에서 금메달을 획득했고 러시아 대표팀의 일원으로 2000년 하계 올림픽에서 금메달, 2004년 하계 올림픽에서 동메달을 획득했다. 또한 세계 선수권 대회 2회, 유럽 선수권 대회 1회 우승을 차지했다.
아들인 세르게이도 러시아 국가대표 핸드볼 선수로 활동했다.